# Stazione di Cabiate
Stazione di Cabiate vasútállomás Olaszországban, Lombardia régióban, Cabiate településen.

## Vasútvonalak
Az állomást az alábbi vasútvonalak érintik:
- Milánó–Asso-vasútvonal

## Kapcsolódó állomások
A vasútállomáshoz az alábbi állomások vannak a legközelebb:
- Stazione di Mariano Comense (Stazione di Mariano Comense, S2)
- Stazione di Meda (Stazione di Milano Rogoredo, S2)